# 폴리네시아쥐
폴리네시아쥐(Rattus exulans)는 쥐과에 속하는 설치류 포유류이다.

## 특징
몸집은 크고, 귀는 둥글다. 주둥이는 뾰쪽하며 털은 검은색, 갈색이고 발은 비교적 작다. 코에서 꼬리까지의 몸길이는 15cm이다. 그것은 일반적으로 발목 근처에 있는 뒷다리의 어두운색 윗부분 가장자리로 구별된다. 다리의 나머지는 옅은색이다.